# 42nd Street (musical)
42nd Street è un musical con colonna sonora di Harry Warren, versi di Al Dubin e libretto di Michael Stewart, basato sul film Quarantaduesima strada. Il musical ha debuttato al Winter Garden Theatre di New York nell'agosto 1980 ed è rimasto in scena fino al gennaio 1989, per un totale di 3486 repliche. Ha vinto due Tony Awards, tra cui miglior musical. Nel 2001 una nuova produzione è andata in scena a New York con Christine Ebersole ed è rimasto in scena per 1524 repliche. Il musical debuttò a Londra nel 1984, con una giovane Catherine Zeta-Jones nel cast, e fu riproposto sulle scene londinesi nel 2017, con Sheena Easton.

## Trama

### Atto I
Pennsylvania,1933. Peggy Sawyer, aspirante ballerina, giunge a New York con la valigia in mano per prendere parte alle audizioni per il nuovo spettacolo, Pretty Lady, ma sfortunatamente arriva troppo tardi. Billy Lawlor, già scritturato come protagonista maschile, la nota e spera di convincerla ad accettare un appuntamento con lui ("Young and Healthy"). La informa che ormai si è giocata l'audizione, ma può comunque aiutarla ad inserirla tra le ballerine. Tuttavia Andy Lee, il coreografo, si rifiuta di aiutare la ragazza e la tratta con disprezzo; imbarazzata e agitata, Peggy si precipita via, scontrandosi con il regista Julian Marsh. Nel frattempo, la famosa stella di Broadway Dorothy Brock è indignata per essere stata invitata a fare un provino per un ruolo, ma viene consolata dal co-produttore Bert, il quale vuole semplicemente assicurarsi che le canzoni siano nelle sue corde per evitarle una pessima figura ("Shadow Waltz"). Nonostante la reputi una donna fin troppo narcisista ed egocentrica, oltre che vecchia per la parte, accetta di prenderla per il ruolo con l'unico scopo di ottenere il sostegno finanziario del suo ricco fidanzato, Abner Dillon, produttore. 
Fuori dal teatro, la scrittrice Maggie e le ragazze del coro Annie, Phyllis e Lorraine provano pena per Peggy e la invitano a unirsi a loro per pranzo per darle qualche consiglio; poi la incoraggiano ad eseguire una coreografia a cui assiste anche Julian, che nota il suo talento e decide di darle spazio nel coro dello spettacolo ("Go Into Your Dance"). Dorothy e Billy stanno provando la scena del bacio, ma Abner, geloso, si rifiuta di investire denaro in uno spettacolo in cui deve guardare Dorothy baciare qualcun altro; si decide così di eliminare la scena dal musical ("You're Getting to be a Habit With Me"). Peggy sviene e viene portata nel camerino di Dorothy; qui Pat, giovane amante di Dorothy, prova ad aiutarla ma la donna li trova insieme e si convince che lui la tradisca, infuriandosi. Julian, avendo sentito la discussione, teme che Abner gli taglierà i fondi per lo spettacolo. Decide quindi di far chiamare Pat da due malintenzionati per esortarlo a rompere con Dorothy. 
Il cast dello spettacolo parte per l'Arch Street Theatre di Philadelphia, per la prova fuori città ("Getting Out of Town"). La scenografia e i costumi non arriveranno in tempo, ma il cast inizia comunque la prova generale ("Dames / Keep Young and Beautiful / Dames (Reprise)"). Nel frattempo viene organizzata una festa e Julian decide di andarci con Peggy perché attratto da lei. Alla festa, Dorothy si ubriaca perché sente la mancanza di Pat e rivela ad Abner di stare con lui solo per via dei suoi soldi, troncando la loro relazione. L'attrice poi incontra Pat, ma viene nuovamente cacciato da Julian per mano dei gangster. Peggy accorre per avvertire Pat, e Dorothy li sorprende di nuovo insieme, il che la fa arrabbiare ("I Only Have Eyes For You").
Pretty Lady finalmente inizia ("We're in the Money"), ma qualcuno sbatte contro Peggy, che a sua volta fa cadere Dorothy, la quale non riesce a rialzarsi. Questo fa arrabbiare Julian: licenzia immediatamente Peggy e dice al pubblico che lo spettacolo è stato cancellato.

### Atto II
La caviglia di Dorothy è rotta e lo spettacolo potrebbe chiudere, ma le ragazze del coro non si vogliono arrendere ("Sunny Side to Every Situation"). Esse, sicure che Peggy possa ricoprire il ruolo principale, trovano Julian e lo convincono a riassumere la ragazza, affermando che sia un volto giovane e fresco e che abbia molto talento. Così il regista si precipita alla stazione per trovarla prima che se ne vada; Julian si scusa con Peggy e le chiede di restare e di recitare nello show, ma lei risponde che ne ha avuto abbastanza di show business e vuole tornare a casa sua ad Allentown. Sconcertato, cerca di convincerla cantandole la "ninna nanna di Broadway", a cui tutto il cast si unisce in una grande serenata. La ragazza decide di accettare la sua offerta ("Lullaby of Broadway"). Costretta a imparare la parte in soli due giorni, Peggy è sull'orlo di un esaurimento nervoso quando riceve la visita inaspettata di Dorothy, in sedia a rotelle, che ha guardato le prove e si è resa conto della sua bravura. Anzi, afferma che sia addirittura meglio di come lei avrebbe sempre voluto essere e le offre anche un piccolo consiglio su come eseguire l'ultima canzone ("About a Quarter to Nine").
Finalmente può ricominciare lo spettacolo ("Shuffle Off to Buffalo"). Il sipario sta per alzarsi quando Julian, ormai completamente innamorato di Peggy, le dà una forte carica affermando che diverrà una star. Lo spettacolo è un enorme successo ("42nd Street"). Inoltre, anche se è invitata e ci si aspetta che partecipi alla festa ufficiale della serata di apertura, decide invece di andare a quella del coro. Julian rimane così da solo sul palco e comincia a cantare, sussurrando, la canzone del suo spettacolo ("42nd Street (Reprise)").

## Cast
| Personaggio                | Broadway (1980) | U.S. Tour (1984) | West End (1984)    | Broadway (2001)    | Chichester (2011)  | Théâtre du Châtelet (2017) | West End (2017)    |
| -------------------------- | --------------- | ---------------- | ------------------ | ------------------ | ------------------ | -------------------------- | ------------------ |
| Peggy Sawyer               | Wanda Richert   | Nana Visitor     | Clare Leach        | Kate Levering      | Lauren Hall        | Monique Young              | Clare Halse        |
| Billy Lawlor               | Lee Roy Reams   | Lee Roy Reams    | Michael Howe       | David Elder        | Oliver Brenin      | Dan Burton                 | Stuart Neal        |
| Dorothy Brock              | Tammy Grimes    | Millicent Martin | Georgia Brown      | Christine Ebersole | Kathryn Evans      | Ria Jones                  | Sheena Easton      |
| Julian Marsh               | Jerry Orbach    | Jon Cypher       | James Laurenson    | Michael Cumpsty    | Tim Flavin         | Alexander Hanson           | Tom Lister         |
| Maggie Jones               | Carole Cook     | Carole Cook      | Margaret Courtenay | Mary Testa         | Louise Plowright   | Jennie Dale                | Jasna Ivir         |
| Bert Barry                 | Joseph Bova     | Matthew Tobin    | Hugh Futcher       | Jonathan Freeman   | Christopher Howell | Carl Sanderson             | Christopher Howell |
| Andy Lee                   | Danny Carroll   | James Dybas      | Maurice Lane       | Michael Arnold     | Alan Burkitt       | Stephane Anelli            | Graeme Henderson   |
| Pat Denning                | James Congdon   | Gary Holcombe    | Bob Sessions       | Richard Muenz      | Steven Houghton    | Matthew McKenna            | Norman Bowman      |
| Abner Dillon               | Don Crabtree    | Iggie Wolfington | Ralph Lawton       | Michael McCarty    | Steve Fortune      | Teddy Kempner              | Bruce Montague     |
| Mac                        | Stan Page       | Lonnie Burr      | Brent Verdon       | Allen Fitzpatrick  | David Lucas        | Scott Emerson              | Mark McKerracher   |
| Ann “Anytime Annie” Reilly | Karen Pruczik   | Rose Scudder     | Carol Ball         | Mylinda Hill       | Lisa Donmall Reeve | Emma Kate Nelson           | Emma Caffrey       |
| Lorraine Flemming          | Ginny King      | Marla Singer     | Felicity Lee       | Megan Sikora       | Pippa Raine        | Charlie Allen              | Ella Martine       |
| Phyllis Dale               | Jeri Kansas     | Nancy Bickel     | Catherine Terry    | Catherine Wreford  | Kate Nelson        | Chantel Bellew             | Clare Rickard      |
| Oscar                      | Robert Colston  | Bob Gorman       | Art Day            | Billy Stritch      | Peter McCarthy     | Barnaby Thompson           | Paul Knight        |